# 常规渠道
“常规渠道 （Usual channels）”是一个英国政治术语。用来描述政府党鞭和反对党之间关系。基本上，是要获得双方之间的合作，以确保尽可能多的业务能在每届议会会期内得到处理。

“常规渠道”的谈判每天都在进行，关键角色由未经选举的公务员，如党鞭长的私人秘书扮演。他们决定如何使用每届议会的时间，在2010年大选之前，他们还决定了专责委员会组成及其主席的人选。

在2002年，“国会议事录”发表了一份名为《打通常规渠道》的报告，其结论是，如果该制度由其他立法机构使用的正式“事务委员会”取代，则下院将受益于更大的透明度。2006年，伦敦大学学院宪法小组也提出类似建议。

2009年，在议会开支丑闻之后，成立了一个临时的改革下议院专责委员会，莱特委员会，以审议下议院改革的问题。报告的建议包括设立一个后座事务委员会和选举专责委员会的主席，这将从根本上改变常规渠道的工作方式。

继2010年5月大选后，当年6月成立了一个后座事务委员会，负责每周一天确定下议院的业务。此外，专责委员会的主席首次由下院全体议员以无记名投票方式选出，而专责委员会的成员则在每个党派内部选举产生。